# (2133) Franceswright
(2133) Franceswright (1976 WB; 1957 SF; 1957 UP; 1972 TA) ist ein Asteroid des inneren Hauptgürtels, der am 20. November 1976 am Oak-Ridge-Observatorium (damals als Agassiz Station Teil des Harvard-College-Observatorium) entdeckt wurde.

## Benennung
Der Asteroid wurde nach Frances Woodworth Wright (1898–1990) benannt, die lange Jahre Mitarbeiter am Harvard-College-Observatorium war. Sie war bekannt für ihre Arbeit mit Meteoren, interplanetarem Staub und veränderlichen Sternen.